# Italiaanse keuken

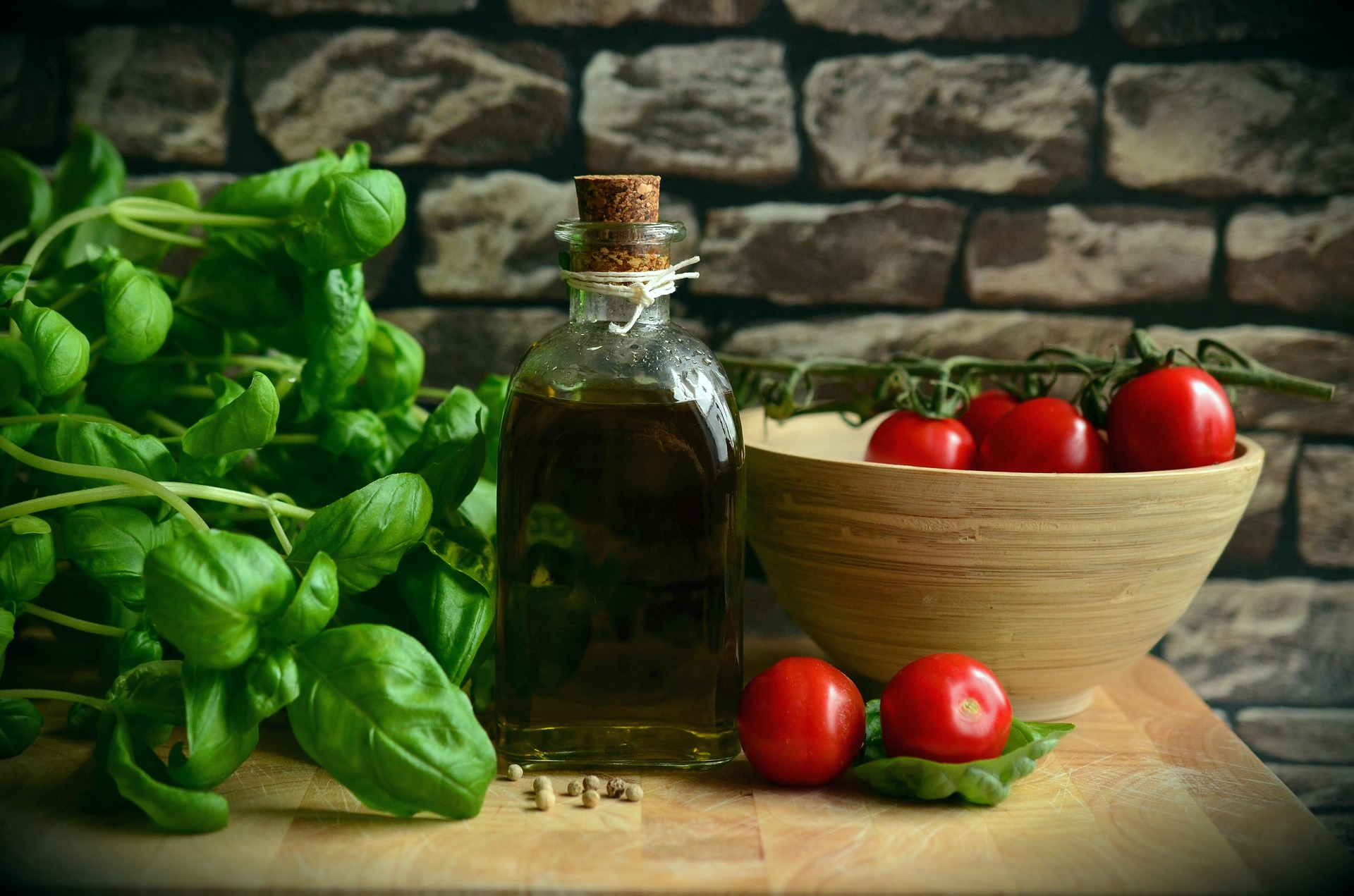
Tomaten, basilicum en olijfolie, typische ingrediënten in de Italiaanse keuken

De Italiaanse keuken omvat de inheemse kookkunst van het Italiaanse schiereiland. Deze keuken is gevarieerd en seizoensgebonden. Er wordt belang gehecht aan het gebruik van verse ingrediënten. Eenvoudige gerechten, met slechts enkele ingrediënten waarbij de verhoudingen nauwkeurig worden afgewogen, zijn typerend voor de Italiaanse keuken.
Doordat de Italiaanse eenwording pas in 1861 plaatsvond is de keuken sterk regionaal verdeeld. Elk gebied heeft haar eigen specialiteiten en lokale smaak. De Italiaanse keuken is in vele landen bekend, en wordt wereldwijd geïmiteerd. Internationaal vindt men pizzeria's en in veel huishoudens worden er op de Italiaanse keuken gebaseerde pastagerechten gemaakt.
Kaas en wijn spelen een grote rol. Het land kent dan ook vele kazen en wijnen met hun eigen regionale keurmerk. Verder speelt koffie een centrale rol in het Italiaanse leven. De espresso en de cappuccino zijn beide in Italië ontstaan.

## Enkele gerechten

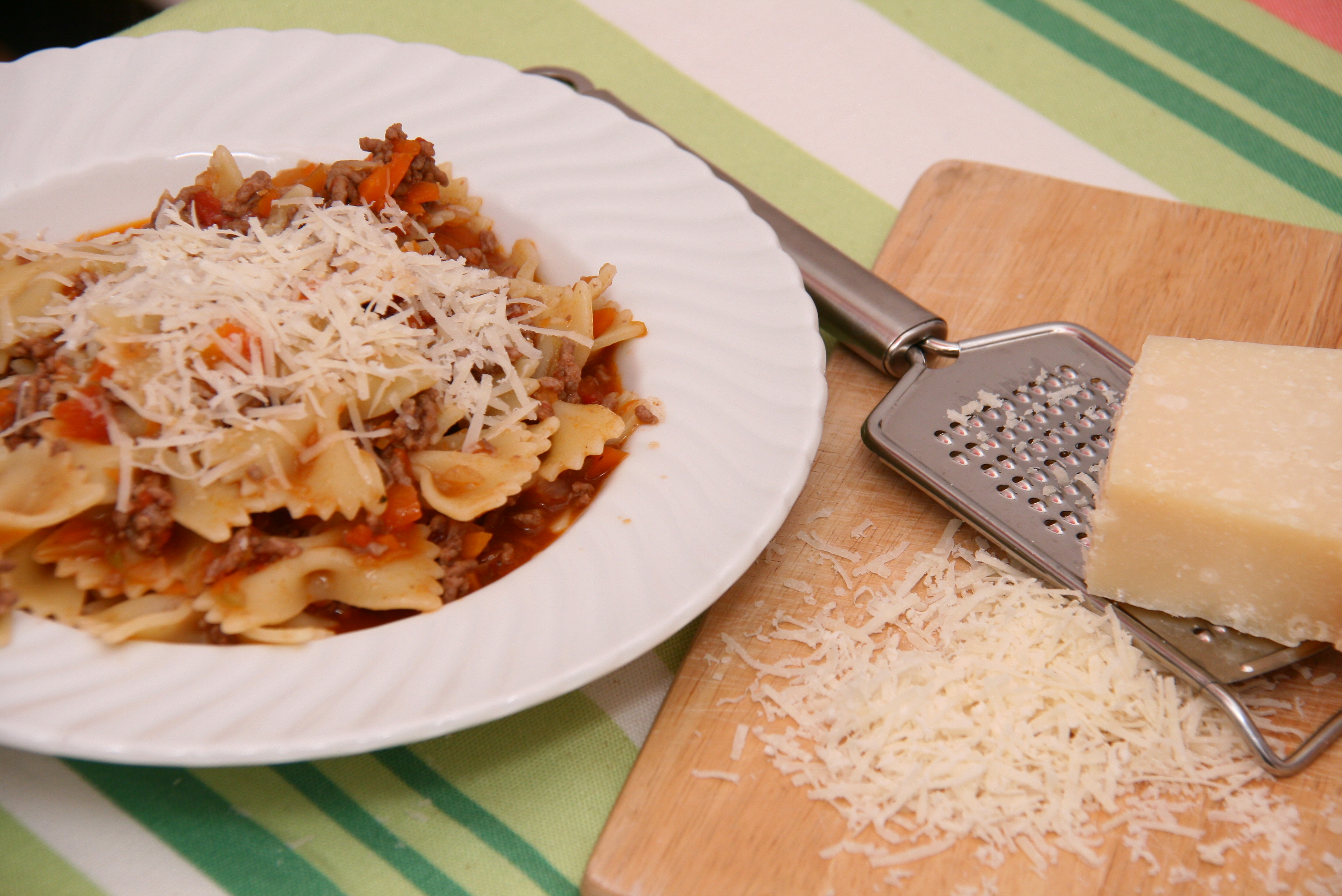
Pasta met bolognesesaus en parmezaanse kaas, zowel de saus als de kaas zijn streekgerechten uit Emilia-Romagna

- Pasta, is het basisvoedsel van de Italiaanse keuken. Het is een deegwaar dat gekookt wordt totdat het zacht is en kent verschillende verschijningsvormen, zoals spaghetti, macaroni en penne of gevulde pasta zoals ravioli en cannelloni. Waar en wanneer pasta precies ontstaan is, is nog steeds onderwerp van debat maar de eerste beschrijving stamt uit 1154 op Sicilië. Er bestaan veel bekende, vaak regionale, sauzen die over de pasta worden geserveerd.
- Pizza, is een bodem van deeg met verschillende ingrediënten erop. Er zijn vele varianten waarvan de Pizza margherita een van de bekendste is. De pizza werd voor het eerst beschreven in de 10e eeuw in de stad Gaeta. Na de Tweede Wereldoorlog veroverde dit gerecht de Verenigde Staten waar eigen varianten ontstonden, zoals de New York-style pizza en de Chicago-style pizza (deze is extra dik en heeft meer de vorm van een taart).
- Lasagne, een ovenschotel met laagjes saus, gescheiden door laagjes deeg. Het recept ontstond waarschijnlijk in Napels in de 14e eeuw.
- Pesto, een saus gemaakt van onder andere verpulverde knoflook, pijnboompitten en basilicum. Het recept komt oorspronkelijk uit Genua maar is mogelijk gebaseerd op een ouder recept uit de Romeinse tijd. Pesto wordt voor van alles gebruikt en onder andere als saus over de pasta.

## Gangen

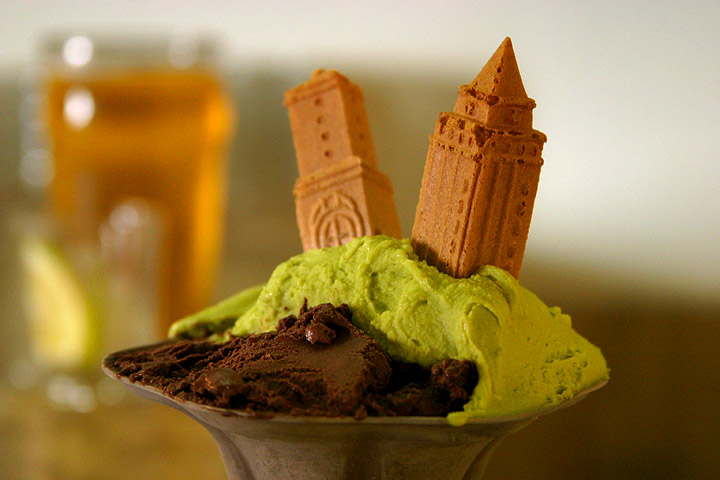
Gelato, schepijs

Voor de Italiaanse keuken worden de volgende gangen onderscheiden.
- Aperitivo, (aperitief) een alcoholisch drankje voorafgaand aan de maaltijd.
- Antipasto, betekent voorafgaand aan de maaltijd, is een hapje vooraf. Dit kan een warm of koud gerecht zijn. Bijvoorbeeld een kleine salade.
- Primo, eerste gang. Een klein warm gerecht. Bijvoorbeeld pasta, soep of risotto.
- Secondo, hoofdmaaltijd. Vaak gebakken vis of vlees.
- Contorno, bijgerecht dat bij de Secondo wordt geserveerd. Vaak salade of gekookte groenten.
- Formaggio e frutta, het eerste nagerecht. Dit is een kaasplankje en/of fruit.
- Dolce, iets zoets zoals taart, cake, tiramisu of gelato.
- Caffè, een kop koffie.
- Digestivo, een klein glas sterke drank. Bijvoorbeeld likeur, grappa of limoncello. Dit om de gerechten die zwaar op de maag liggen wat te verzachten.